# Pasimachus punctulatus
Pasimachus punctulatus är en skalbaggsart som beskrevs av Halderman. Pasimachus punctulatus ingår i släktet Pasimachus och familjen jordlöpare. Inga underarter finns listade i Catalogue of Life.